# Ambroise Sarr
Ambroise Sarr (ur. 14 grudnia 1950, zm. 4 grudnia 2024 w Dakarze) – senegalski zapaśnik walczący w obu stylach. Czterokrotny olimpijczyk. Odpadł w eliminacjach turnieju w Montrealu 1976 w stylu wolnym i klasycznym. W Moskwie 1980 i 
Los Angeles 1984 występował w stylu wolnym, a w Seulu 1988 w klasycznym. Startował w kategorii 90 kg, 100 kg i open.
Złoty i srebrny medalista igrzysk afrykańskich w 1987. Zdobył cztery medale na mistrzostwach Afryki w latach 1981 – 1988.